# Karl Blumauer
Karl Blumauer, eigentlich Johann Gottfried Bernhard (1785 in Trossin, Kurfürstentum Sachsen – 15. Jänner 1841 in Brünn) war ein österreichischer Theaterschauspieler, Sänger (Bass) und Schriftsteller von Jugendliteratur. 

## Leben
Blumauer war seinerzeit ein gefeierter Darsteller Ifflandscher Väterrollen. Seine Haupttätigkeit verlegte er an das Mannheimer, das Meininger und das Weimarer Hoftheater. Zur Zeit des letzterwähnten Engagements entwarf er im Verein mit dem bekannten Schauspieler Karl Ludwig Oels den Plan zu einer allgemeinen Unterstützungskasse für Schauspieler und wollte damit den Bühnenmitglieder den Direktoren gegenüber eine unabhängige Stellung geben. Die letzteren waren darüber höchst erzürnt, so dass sie eine Art stillschweigenden Kartells untereinander schlossen, Blumauer nie wieder zu engagieren. Der Künstler war daher gezwungen, sich 1835 gänzlich von der Bühne zurückzuziehen. Auch seine Tätigkeit als Regisseur, in welcher er ebenfalls Hervorragendes leistete, konnte er infolge des über ihn ausgesprochenen Boykotts nicht mehr ausüben. Er beschäftigte sich nun mit schriftstellerischen Arbeiten und hat sich namentlich als Jugendschriftsteller einen geachteten Namen erworben. Seine letzten Lebensjahre verbrachte er in Brünn, wo er 1841 starb.

## Familie
Blumauer heiratete Johanna Wilhelmina Hofmeister. Seine Töchter waren die Sängerin und Schauspielerin Theona Blumauer (verheiratet mit dem Schauspieler Friedrich Wilhelm Seebach, deren Tochter Marie Seebach war), die Sängerin Hermione Blumauer und die Sängerin und Schauspielerin Minona Frieb-Blumauer.

## Werke (Auswahl)

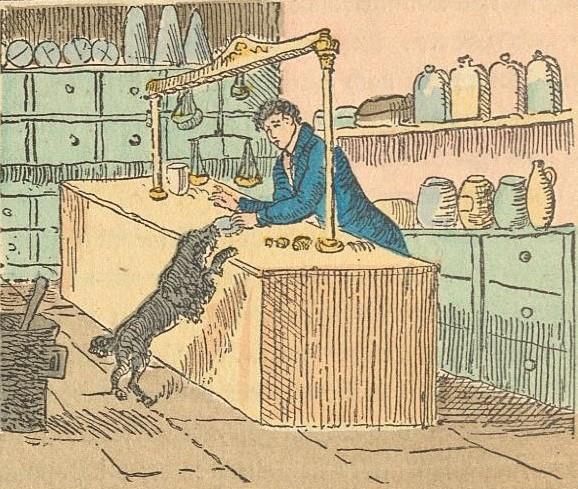
Illustration zu Das Huhn und seine Küchlein, Gotha, 1832

- Medaillons, oder Gemälde aus der Gallerie des Lebens im verjüngten Massstabe. Leipzig : Weygand, 1824
- Das Huhn und seine Küchlein. Gotha, 1832
- Ferienreise der Frohmanischen Zöglinge nach den vier Hauptresidenzstädten Deutschlands. 3 Bände, 1834